# Seznam památných stromů v okrese Znojmo
Toto je seznam památných stromů v okrese Znojmo, v němž jsou uvedeny památné stromy na území okresu Znojmo.
| Název                                                       | Obrázek | Umístění                                             | Druh                                             | Obvod [v cm] | Kód wikidata     | Galerie                                                                                   | Poznámka |
| ----------------------------------------------------------- | ------- | ---------------------------------------------------- | ------------------------------------------------ | --- | ---------------- | ----------------------------------------------------------------------------------------- | --- |
| Památné stromy u hradu                                      |         | Bítov 48°56′26″ s. š., 15°42′18″ v. d.               | tis červený (1) buk lesní (2) lípa malolistá (1) | & Chyba ve výrazu: Neočekávaný operátor / Chyba ve výrazu: Neočekávaný operátor / Chyba ve výrazu: Neočekávaný operátor / Chyba ve výrazu: Neočekávaný operátor / Chyba ve výrazu: Neočekávaný operátor / Chyba ve výrazu: Neočekávaný operátor / Chyba ve výrazu: Neočekávaný operátor / Chyba ve výrazu: Neočekávaný operátor / Chyba ve výrazu: Neočekávaný operátor / Chyba ve výrazu: Neočekávaný operátor / Chyba ve výrazu: Neočekávaný operátor / Chyba ve výrazu: Neočekávaný operátor / Chyba ve výrazu: Neočekávaný operátor / Chyba ve výrazu: Neočekávaný operátor / Chyba ve výrazu: Neočekávaný operátor / -1.0000-0 | 100637 Q26779230 |                                                                                           | Na nelesním pozemku v blízkosti hradu Bítov, při příjezdu ke hradu proti lokalitě Starý park.                                            |
| Dub u Stanůvky                                              |         | Boskovštejn 48°58′43″ s. š., 15°56′47″ v. d.         | dub letní                                        | 535 | 100648 Q26785641 |                                                                                           | V náspu na levé straně komunikace směrem Jevišovice-Boskovštejn, blízko toku Stanůvky; přírodní park Jevišovka. Výška 22 metrů.          |
| Lípa u hájenky                                              |         | České Křídlovice 48°50′52″ s. š., 16°16′16″ v. d.    | lípa malolistá                                   | 527 | 100644 Q26785636 |                                                                                           | Před hájenkou, na levé straně komunikace směr Borotice-Božice, výška 24 metrů.                                                           |
| Topoly u Ječmeniště                                         |         | Dyjákovičky 48°45′40″ s. š., 16°6′3″ v. d.           | topol černý (2)                                  | & Chyba ve výrazu: Neočekávaný operátor / Chyba ve výrazu: Neočekávaný operátor / Chyba ve výrazu: Neočekávaný operátor / Chyba ve výrazu: Neočekávaný operátor / Chyba ve výrazu: Neočekávaný operátor / Chyba ve výrazu: Neočekávaný operátor / Chyba ve výrazu: Neočekávaný operátor / Chyba ve výrazu: Neočekávaný operátor / Chyba ve výrazu: Neočekávaný operátor / Chyba ve výrazu: Neočekávaný operátor / Chyba ve výrazu: Neočekávaný operátor / Chyba ve výrazu: Neočekávaný operátor / Chyba ve výrazu: Neočekávaný operátor / Chyba ve výrazu: Neočekávaný operátor / Chyba ve výrazu: Neočekávaný operátor / -1.0000-0 | 100647 Q26779238 |                                                                                           | Jižně od obce,na pravé straně komunikace z Dyjákoviček do dnes již zaniklé obce Ječmeniště směrem ke státní hranici.                     |
| Havranický šipák                                            |         | Havraníky 48°48′17″ s. š., 15°59′44″ v. d.           | dub šipák                                        | ? | 106461           |                                                                                           | Na agrární terase s lesostepní vegetací mezi pozemky s vinicemi v ochranném pásmu Národního parku Podyjí.                                |
| Lípy u kostela svatého Klementa                             |         | Horní Břečkov 48°53′22″ s. š., 15°53′55″ v. d.       | lípa malolistá (2)                               | & Chyba ve výrazu: Neočekávaný operátor / Chyba ve výrazu: Neočekávaný operátor / Chyba ve výrazu: Neočekávaný operátor / Chyba ve výrazu: Neočekávaný operátor / Chyba ve výrazu: Neočekávaný operátor / Chyba ve výrazu: Neočekávaný operátor / Chyba ve výrazu: Neočekávaný operátor / Chyba ve výrazu: Neočekávaný operátor / Chyba ve výrazu: Neočekávaný operátor / Chyba ve výrazu: Neočekávaný operátor / Chyba ve výrazu: Neočekávaný operátor / Chyba ve výrazu: Neočekávaný operátor / Chyba ve výrazu: Neočekávaný operátor / Chyba ve výrazu: Neočekávaný operátor / Chyba ve výrazu: Neočekávaný operátor / -1.0000-0 | 106512           |                                                                                           | V centrální části obce v těsné blízkosti farního kostela svatého Klementa.                                                               |
| Duby u Kocandy                                              |         | Kravsko 48°55′53″ s. š., 15°59′25″ v. d.             | dub letní (3)                                    | & Chyba ve výrazu: Neočekávaný operátor / Chyba ve výrazu: Neočekávaný operátor / Chyba ve výrazu: Neočekávaný operátor / Chyba ve výrazu: Neočekávaný operátor / Chyba ve výrazu: Neočekávaný operátor / Chyba ve výrazu: Neočekávaný operátor / Chyba ve výrazu: Neočekávaný operátor / Chyba ve výrazu: Neočekávaný operátor / Chyba ve výrazu: Neočekávaný operátor / Chyba ve výrazu: Neočekávaný operátor / Chyba ve výrazu: Neočekávaný operátor / Chyba ve výrazu: Neočekávaný operátor / Chyba ve výrazu: Neočekávaný operátor / Chyba ve výrazu: Neočekávaný operátor / Chyba ve výrazu: Neočekávaný operátor / -1.0000-0 | 100639 Q26779236 |                                                                                           | V porostu náletových dřevin na terénní vyvýšenině za objektem památkově chráněné keramičky Kocanda. 3 stromy.                            |
| Tisíciletý dub                                              |         | Lechovice                                            | dub pýřitý                                       | 692 |                  |                                                                                           | 17 metrů vysoký dub roste v jižní části parku zámku Lechovice.                                                                           |
| Kaštanová alej v Lesné                                      |         | Lesná 48°54′20″ s. š., 15°52′4″ v. d.                | jírovec maďal (49)                               | & Chyba ve výrazu: Neočekávaný operátor / Chyba ve výrazu: Neočekávaný operátor / Chyba ve výrazu: Neočekávaný operátor / Chyba ve výrazu: Neočekávaný operátor / Chyba ve výrazu: Neočekávaný operátor / Chyba ve výrazu: Neočekávaný operátor / Chyba ve výrazu: Neočekávaný operátor / Chyba ve výrazu: Neočekávaný operátor / Chyba ve výrazu: Neočekávaný operátor / Chyba ve výrazu: Neočekávaný operátor / Chyba ve výrazu: Neočekávaný operátor / Chyba ve výrazu: Neočekávaný operátor / Chyba ve výrazu: Neočekávaný operátor / Chyba ve výrazu: Neočekávaný operátor / Chyba ve výrazu: Neočekávaný operátor / -1.0000-0 | 106482           |                                                                                           | Nesouvislá alej roste kolem komunikace a zároveň turistické stezky a hipostezky                                                          |
| Záhumenní lípa v Lukově                                     |         | Lukov nad Dyjí 48°51′42″ s. š., 15°54′33″ v. d.      | lípa velkolistá                                  | 495 | 106510           |                                                                                           | Na okraji staré polní cesty v historické části městysu Lukov.                                                                            |
| Dvojice červených buků v zámeckém parku Miroslavské Knínice |         | Miroslavské Knínice 48°58′42″ s. š., 16°19′14″ v. d. | buk lesní (2)                                    | & Chyba ve výrazu: Neočekávaný operátor / Chyba ve výrazu: Neočekávaný operátor / Chyba ve výrazu: Neočekávaný operátor / Chyba ve výrazu: Neočekávaný operátor / Chyba ve výrazu: Neočekávaný operátor / Chyba ve výrazu: Neočekávaný operátor / Chyba ve výrazu: Neočekávaný operátor / Chyba ve výrazu: Neočekávaný operátor / Chyba ve výrazu: Neočekávaný operátor / Chyba ve výrazu: Neočekávaný operátor / Chyba ve výrazu: Neočekávaný operátor / Chyba ve výrazu: Neočekávaný operátor / Chyba ve výrazu: Neočekávaný operátor / Chyba ve výrazu: Neočekávaný operátor / Chyba ve výrazu: Neočekávaný operátor / -1.0000-0 | 106078 Q26779224 | Kategorie „Couple of Fagus sylvatica in park of Miroslavské Knínice“ na Wikimedia Commons | V severní části parku. |
| Duby v podzámčí                                             |         | Moravský Krumlov 49°3′4″ s. š., 16°18′34″ v. d.      | dub letní (3)                                    | & Chyba ve výrazu: Neočekávaný operátor / Chyba ve výrazu: Neočekávaný operátor / Chyba ve výrazu: Neočekávaný operátor / Chyba ve výrazu: Neočekávaný operátor / Chyba ve výrazu: Neočekávaný operátor / Chyba ve výrazu: Neočekávaný operátor / Chyba ve výrazu: Neočekávaný operátor / Chyba ve výrazu: Neočekávaný operátor / Chyba ve výrazu: Neočekávaný operátor / Chyba ve výrazu: Neočekávaný operátor / Chyba ve výrazu: Neočekávaný operátor / Chyba ve výrazu: Neočekávaný operátor / Chyba ve výrazu: Neočekávaný operátor / Chyba ve výrazu: Neočekávaný operátor / Chyba ve výrazu: Neočekávaný operátor / -1.0000-0 | 100643 Q26779227 | Kategorie „Duby v podzámčí (Moravský Krumlov)“ na Wikimedia Commons                       | V blízkosti vycházkové stezky v říční nivě Rokytné pod zámkem, 3 stromy.                                                                 |
| Lípy u výklenkové kapličky v Onšově                         |         | Onšov 48°54′25″ s. š., 15°50′7″ v. d.                | lípa malolistá (3)                               | & Chyba ve výrazu: Neočekávaný operátor / Chyba ve výrazu: Neočekávaný operátor / Chyba ve výrazu: Neočekávaný operátor / Chyba ve výrazu: Neočekávaný operátor / Chyba ve výrazu: Neočekávaný operátor / Chyba ve výrazu: Neočekávaný operátor / Chyba ve výrazu: Neočekávaný operátor / Chyba ve výrazu: Neočekávaný operátor / Chyba ve výrazu: Neočekávaný operátor / Chyba ve výrazu: Neočekávaný operátor / Chyba ve výrazu: Neočekávaný operátor / Chyba ve výrazu: Neočekávaný operátor / Chyba ve výrazu: Neočekávaný operátor / Chyba ve výrazu: Neočekávaný operátor / Chyba ve výrazu: Neočekávaný operátor / -1.0000-0 | 106487           |                                                                                           | Na veřejném prostranství v obci Onšov v blízkosti výklenkové kapličky                                                                    |
| Dub v zámeckém parku v Plavči                               |         | Plaveč 48°55′49″ s. š., 16°4′55″ v. d.               | dub letní                                        | 534 | 106451           |                                                                                           | V severovýchodní části zámeckého parku na okraji centrálního travnatého, mírně svažitého palouku nad tokem Jevišovky.                    |
| Lípa u poklony v Podmolí                                    |         | Podmolí 48°50′49″ s. š., 15°56′33″ v. d.             | lípa malolistá                                   | 225 | 106470           |                                                                                           | Ve starém zatravněném ovocném sadu v blízkosti cesty k pokloně se soškou Panny Marie s Ježíškem.                                         |
| Podmolské lípy                                              |         | Podmolí 48°50′56″ s. š., 15°56′30″ v. d.             | lípa malolistá (7) lípa velkolistá (2)           | & Chyba ve výrazu: Neočekávaný operátor / Chyba ve výrazu: Neočekávaný operátor / Chyba ve výrazu: Neočekávaný operátor / Chyba ve výrazu: Neočekávaný operátor / Chyba ve výrazu: Neočekávaný operátor / Chyba ve výrazu: Neočekávaný operátor / Chyba ve výrazu: Neočekávaný operátor / Chyba ve výrazu: Neočekávaný operátor / Chyba ve výrazu: Neočekávaný operátor / Chyba ve výrazu: Neočekávaný operátor / Chyba ve výrazu: Neočekávaný operátor / Chyba ve výrazu: Neočekávaný operátor / Chyba ve výrazu: Neočekávaný operátor / Chyba ve výrazu: Neočekávaný operátor / Chyba ve výrazu: Neočekávaný operátor / -1.0000-0 | 106471           |                                                                                           | Na veřejném prostranství před obecním úřadem a v jeho okolí a tvoří nesouvislé stromořadí.                                               |
| Hubertův dub                                                |         | Rešice 49°2′43″ s. š., 16°9′23″ v. d.                | dub letní                                        | 522 | 100642 Q26785632 |                                                                                           | 18 metrů vysoký dub roste na levé straně komunikace od areálu zámku do údolní nivy Rokytné.                                              |
| Rozkošské památné stromy                                    |         | Rozkoš 49°1′45″ s. š., 15°57′32″ v. d.               | dub letní (3) lípa malolistá (2)                 | & Chyba ve výrazu: Neočekávaný operátor / Chyba ve výrazu: Neočekávaný operátor / Chyba ve výrazu: Neočekávaný operátor / Chyba ve výrazu: Neočekávaný operátor / Chyba ve výrazu: Neočekávaný operátor / Chyba ve výrazu: Neočekávaný operátor / Chyba ve výrazu: Neočekávaný operátor / Chyba ve výrazu: Neočekávaný operátor / Chyba ve výrazu: Neočekávaný operátor / Chyba ve výrazu: Neočekávaný operátor / Chyba ve výrazu: Neočekávaný operátor / Chyba ve výrazu: Neočekávaný operátor / Chyba ve výrazu: Neočekávaný operátor / Chyba ve výrazu: Neočekávaný operátor / Chyba ve výrazu: Neočekávaný operátor / -1.0000-0 | 100640 Q26779233 |                                                                                           | 3 duby a 2 lípy na svahu při levé straně silnice ve směru Rozkoš-Hostim, v blízkosti hájenky Rozkoš.                                     |
| Platan ve Skalici                                           |         | Skalice 48°57′58″ s. š., 16°13′12″ v. d.             | platan javorolistý                               | 665 | 106094 Q12045531 |                                                                                           | 35 metrů vysoký platan roste v západní části zámeckého anglického parku u potoka Skalička.                                               |
| Dub u Daníže                                                |         | Slup 48°46′15″ s. š., 16°11′48″ v. d.                | dub letní                                        | 380 | 100638 Q26785626 |                                                                                           | Jihozápadně od obce, u křižovatky polních cest a mostku přes Daníž. Výška 21 metrů.                                                      |
| Napoleonův dub †                                            |         | Suchohrdly                                           | dub                                              | & Chyba ve výrazu: Neočekávaný operátor / Chyba ve výrazu: Neočekávaný operátor / Chyba ve výrazu: Neočekávaný operátor / Chyba ve výrazu: Neočekávaný operátor / Chyba ve výrazu: Neočekávaný operátor / Chyba ve výrazu: Neočekávaný operátor / Chyba ve výrazu: Neočekávaný operátor / Chyba ve výrazu: Neočekávaný operátor / Chyba ve výrazu: Neočekávaný operátor / Chyba ve výrazu: Neočekávaný operátor / Chyba ve výrazu: Neočekávaný operátor / Chyba ve výrazu: Neočekávaný operátor / Chyba ve výrazu: Neočekávaný operátor / Chyba ve výrazu: Neočekávaný operátor / Chyba ve výrazu: Neočekávaný operátor / -1.0000-0 |                  |                                                                                           | Památný strom, pod kterým tábořil císař Napoleon Bonaparte. Zanikl v první třetině 20. století.                                          |
| Duby u Pustého zámku                                        |         | Trstěnice 49°0′10″ s. š., 16°10′16″ v. d.            | dub letní (2)                                    | & Chyba ve výrazu: Neočekávaný operátor / Chyba ve výrazu: Neočekávaný operátor / Chyba ve výrazu: Neočekávaný operátor / Chyba ve výrazu: Neočekávaný operátor / Chyba ve výrazu: Neočekávaný operátor / Chyba ve výrazu: Neočekávaný operátor / Chyba ve výrazu: Neočekávaný operátor / Chyba ve výrazu: Neočekávaný operátor / Chyba ve výrazu: Neočekávaný operátor / Chyba ve výrazu: Neočekávaný operátor / Chyba ve výrazu: Neočekávaný operátor / Chyba ve výrazu: Neočekávaný operátor / Chyba ve výrazu: Neočekávaný operátor / Chyba ve výrazu: Neočekávaný operátor / Chyba ve výrazu: Neočekávaný operátor / -1.0000-0 | 100646 Q26779225 |                                                                                           | Severozápadně od obce, u hájenky Pustý zámek, 2 stromy.                                                                                  |
| Lípa na návsi                                               |         | Uherčice 48°54′47″ s. š., 15°37′49″ v. d.            | lípa malolistá                                   | 456 | 100641 Q26785630 |                                                                                           | V obci, naproti obecnímu úřadu, výška 23 metrů.                                                                                          |
| Ořešák černý knížete Collalta                               |         | Uherčice 48°54′52″ s. š., 15°38′4″ v. d.             | ořešák černý                                     | 484 | 105947 Q26790562 |                                                                                           | V zámeckém parku |
| Cedr ve Višňovém                                            |         | Višňové 48°58′43″ s. š., 16°9′16″ v. d.              | cedr libanonský                                  | 406 | 106450           |                                                                                           | V jihovýchodní části zámeckého parku, ve spodní části svahu nad vodním tokem.                                                            |
| Zámecký kaštan                                              |         | Vranov nad Dyjí 48°53′34″ s. š., 15°48′32″ v. d.     | jírovec maďal                                    | 380 | 106447           |                                                                                           | Roste v opěrné zdi, která tvoří oplocení zahradních úprav Státního zámku Vranov nad Dyjí.                                                |
| Smrk s obrázkem †                                           |         | Vysočany 48°56′33″ s. š., 15°41′35″ v. d.            | smrk ztepilý                                     | 334 | 100645 Q26785638 |                                                                                           | 41 metrů vysoký smrk roste ve svahu mezi lesní cestou, vodotečí a silnicí na Bítov; na kmeni svatý obrázek. Ochrana zrušena 3. září 2022 |
| Buk arcivévody Albrechta                                    |         | Znojmo-město 48°51′35″ s. š., 16°3′13″ v. d.         | buk lesní                                        | 282 | 106561           |                                                                                           | V centrální kruhové ploše parkově upravené části Žižkova náměstí.                                                                        |
| Křížovnické duby                                            |         | Znojmo-Hradiště 48°51′30″ s. š., 16°1′43″ v. d.      | dub zimní (6)                                    | & Chyba ve výrazu: Neočekávaný operátor / Chyba ve výrazu: Neočekávaný operátor / Chyba ve výrazu: Neočekávaný operátor / Chyba ve výrazu: Neočekávaný operátor / Chyba ve výrazu: Neočekávaný operátor / Chyba ve výrazu: Neočekávaný operátor / Chyba ve výrazu: Neočekávaný operátor / Chyba ve výrazu: Neočekávaný operátor / Chyba ve výrazu: Neočekávaný operátor / Chyba ve výrazu: Neočekávaný operátor / Chyba ve výrazu: Neočekávaný operátor / Chyba ve výrazu: Neočekávaný operátor / Chyba ve výrazu: Neočekávaný operátor / Chyba ve výrazu: Neočekávaný operátor / Chyba ve výrazu: Neočekávaný operátor / -1.0000-0 | 106488           |                                                                                           | Na lesním pozemku v okolí bývalého Křižovnického pivovaru ve Znojmě. Jsou situovány v ochranném pásmu NP Podyjí.                         |
| Lípa a dub na bastionu opevnění louckého kláštera           |         | Znojmo-Louka 48°50′26″ s. š., 16°3′34″ v. d.         | dub letní lípa malolistá                         | 263 330 | 106452           |                                                                                           | Uprostřed jižního bastionu situovaného východně od budovy kláštera.                                                                      |